# Die Buddik
Die Buddik ist ein deutscher Fernsehfilm, der am 31. Mai 1983 im ZDF zum ersten Mal ausgestrahlt wurde.

## Handlung
Im Zentrum steht der 74-jährige Witwer Matz Uhl, der mit Tochter, Schwiegersohn und Enkelin in seinem sanierungsbedürftigen Häuschen in St. Ingbert, der „Buddik“, lebt. Sein Schwiegersohn ärgert sich über die Lebensumstände und will einen eigenen Bungalow bauen, aber das Geld reicht nicht, außerdem möchte seine Frau in der Buddik bleiben, da sie hier als Friseurin Kundschaft empfängt. Uhl kümmert das wenig, er geht auf den Sportplatz und legt sich mit dem Trainer an oder probt als Trompeter mit seinem Senioren-Bläserquartett. Er verliebt sich in Elsje, eine langjährige Kundin seiner Tochter, die selbst Witwe ist. Die beiden verabreden sich mehrmals miteinander. Nachdem sich die beiden zum ersten Mal näher gekommen sind, merkt Uhl, dass er das lange vorher geprobte Konzert seiner Bläsergruppe völlig vergessen hatte. Enttäuscht muss der Veranstalter den Auftritt absagen. Auch Elsje schmettert ihn tags darauf ab: Sie kann und will nicht mit ihm zusammen sein. Uhl fühlt sich alleingelassen. An diesem Tag stirbt Schang, einer seiner Mitmusiker. Bei seiner Beerdigung macht sich Uhl Vorwürfe, dass er ihn nicht aufgesucht hatte in der Stunde seines Todes. Er schlägt den beiden anderen Musikern vor, doch als Trio weiterzumachen, doch diese lehnen ab: sie seien zu alt.

## Hintergrund
Der Film, der den Nebentitel „Eine Geschichte aus dem Saarland“ trägt, wurde überwiegend mit Laiendarstellern in der Mittelstadt St. Ingbert gedreht. Für den erfahrenen Hauptdarsteller Hans Elwenspoek war dies die letzte Rolle, er starb 1989.

## Kritik
„Da die Autoren ihre Geschichte ganz natürlich erzählen, ohne Volkstümelei und ohne Arroganz gegenüber Personen und Milieu, da zudem Hans Elwenspoeck die Hauptfigur mit einer gelassenen Noblesse ausstattete und die Laiendarsteller ihr Spiel beherrschten, konnte ein Film gelingen, der ganz unprätentiös seine Sache vertritt, -zuweilen komisch, zuweilen traurig oder langatmig gemütlich, aber immer ganz nah an der Realität.“

## DVD-Veröffentlichung
Die Kinowerkstatt St. Ingbert veröffentlichte den Film 2004 noch einmal auf DVD und zeigte ihn im Beisein vieler Darsteller auf der großen Leinwand.